# Shelby Lee Adams
 (avril 2009).
Pour les articles homonymes, voir Adams.
Shelby Lee Adams (né en 1950) est un photographe américain connu pour ses photographies de la vie de famille dans les Appalaches.

## Biographie
Shelby Lee Adams est né à Hazard, une petite ville dans l’est du Kentucky (États-Unis). Son père voyageant beaucoup, Adams a beaucoup bougé avant de se fixer, alors lycéen, chez ses grands-parents, à Hot Spot. Ne sachant pas s’il préférait la ville ou la campagne, il refusa de s’intégrer et s’immergea dans les arts et les ouvrages de photographie.
À cette époque, vers 1965, les Corps de la Paix s’intéressaient à la vague de pauvreté qui sévissait dans les Appalaches et quand une équipe de tournage visita sa ville, Adams leur proposa de rencontrer ses grands-parents et son oncle si bien que l’équipe put filmer leur vie quotidienne. Mais quand les médias les décrivirent comme de pauvres gens sous-alimentés, ses proches se sentirent trahis et Adams en fut désespéré. Cette expérience le marqua profondément et le conduisit à photographier les habitants des Appalaches. 
Quand il rejoignit le Cleveland Institute of Art et se retrouva entouré d’artistes, ce fut un vrai choc qui le conduisit à nier ses origines (il affirmait venir de Cincinnati) et resta éloigné de sa famille. Lors de sa seconde année d’étude à l’université, Adams présenta ses travaux à des photographes du FSA envoyés dans le sud pour se documenter sur la population défavorisée. D’abord sur la défensive, Adams se plongea dans des livres sur ce thème et les montra à sa famille lors d’un de ses séjours estivaux. Son oncle médecin l’emmena alors dans ses visites à domicile rencontrer des gens comme ceux que l’on voyait dans les livres.
Plus de 25 ans après, Adams continue de rendre visite à ces gens, retournant, année après année, documenter leur existence.
Dans ses derniers travaux, Adams introduit le spectateur dans des familles qui ont quitté les lointaines zones de montagnes pour des camps de caravanes où les antennes satellites forment le seul horizon.

## Parcours professionnel
Adams débute en 1975 comme photographe de musée et installateur d’exposition au Taft Museum de Cincinnati. L’année suivante, il devient photographe pour une société qui réalise des cartes de vœux, mais il ne reste que deux ans avant de se lancer en freelance en 1978 avec un projet personnel qui le conduit dans l’est des États-Unis. En 1979, il devient enseignant en histoire de la photographie à la Northern Kentucky University, mais dès l’année suivante, il travaille à nouveau en indépendant, et ce,  jusqu’en 1987. Il sera ensuite professeur assistant entre 1992 et 1995 à l’université de Salem où il dirigera le programme de photographie avant d’être artiste en résidence à Bennington pendant deux ans. Il exerce, depuis, une activité de photographie commerciale et artistique, en indépendant.

## Collections
Le travail d’Adams est présenté dans les collections permanentes de nombreux musées, dont le Whitney Museum (New York), le Victoria and Albert Museum (Londres), le musée de l'Élysée (à Lausanne), la National Gallery of Canada (à Ottawa), le Stedelijk Museum (à Amsterdam), l'Art Institute of Chicago, le Centre international de la photographie à New York, la Time Life Collection (au Rockefeller Center de New York) et le MOMA de New York.

## Expositions personnelles
Adams a commencé ses expositions de groupe en 1976, dès l’obtention de son master en photographie obtenu à l’université de l’Iowa et ses expositions personnelles en 1978. À ce jour, il a réalisé plus de cinquante expositions personnelles. La sélection ci-dessous a été limitée à quelques expositions parmi les plus récentes.
- 2005  Carl Solway Gallery (Cincinnati)
- 2004  Middle Tennessee State University (Murfreesboro)
- 2003  Fahey-Klein Gallery (Los Angeles)
- 2003  Yossi Milo Gallery (New York)
- 2003  ACTA International, Festival international de la photographie de Rome
- 1999  "Shelby Lee Adams - Portraits des Appalaches", Rencontres de la photographie, Arles

## Publications
Les œuvres d’Adams ont été publiées et commentées dès 1979. La sélection présentée ici se limite à l’année 2006.
- (en) Focus, Fine Art Photography Magazine (New York), entretien avec James Rhem, portfolio de 8-10 nouvelles images.
- (en) Studies In American Culture, Octobre 6, étude critique approfondie, "The dignity of Shelby Lee Adams's Family photographs." Première de couverture du journal et 5 photos additionnelles.
- (en) The Photography Collector's Guide, Lorraine Anne Davis,editor, Bulfinch, N.Y.C. 07, une photographie avec texte.
- (en) American Photography 22, Photography Annual, Kathy Ryan, chair-person committee, N.Y.C. 06, 1 photographie.
- (en) The Progressive Collection Book, Toby Devan Lewis, editor, 30 years of collecting over 6,000 works of art, 1 photographie.

## Illustrations
- Un lien direct vers ses photographies chez son galeriste